# 10,5 cm leFH 18(M)
10,5 cm leichte Feldhaubitze 18 (Mundungbremse) – niemiecka haubica holowana skonstruowana pod koniec lat 30. XX wieku.
Pomimo wprowadzenia w 1935 roku do uzbrojenia 10,5 cm leFH 18 w Niemczech nie zakończono prac nad haubicami tego kalibru. Według planów następczyni leFH 18 miała mieć możliwość wystrzeliwania takich samych granatów na większą odległość, wzrosnąć także miała prędkość holowania. Donośność działa zwiększono poprzez wydłużenie lufy i zwiększenie maksymalnego ładunku miotającego. Większy ładunek prochowy sprawił, że konieczne stało się przekonstruowanie oporopowrotnika oraz wyposażenie haubicy w hamulec wylotowy. Wzmocniono także konstrukcję ogonów łoża i wyposażono je w ogumione koła, dzięki którym wzrosła prędkość holowania i możliwe stało się zastosowanie trakcji motorowej.
Pomimo rozpoczęcia produkcji leFH 18(M), nie zastąpiła ona starszej haubicy 105 mm. Walki na terenie ZSRR wykazały, że zarówno leFH 18 jak i leFH 18(M) mają zbyt dużą masę co sprawia, że często grzęzną w rozmokłych drogach. W rezultacie podjęto próbę skonstruowania nowej lżejszej haubicy kalibru 105 mm.  Została ona wprowadzona do uzbrojenia jako leFH 18/40 i łączyła podzespoły haubicy leFH 18(M) oraz działa przeciwpancernego 7,5 cm PaK 40

## Bibliografia

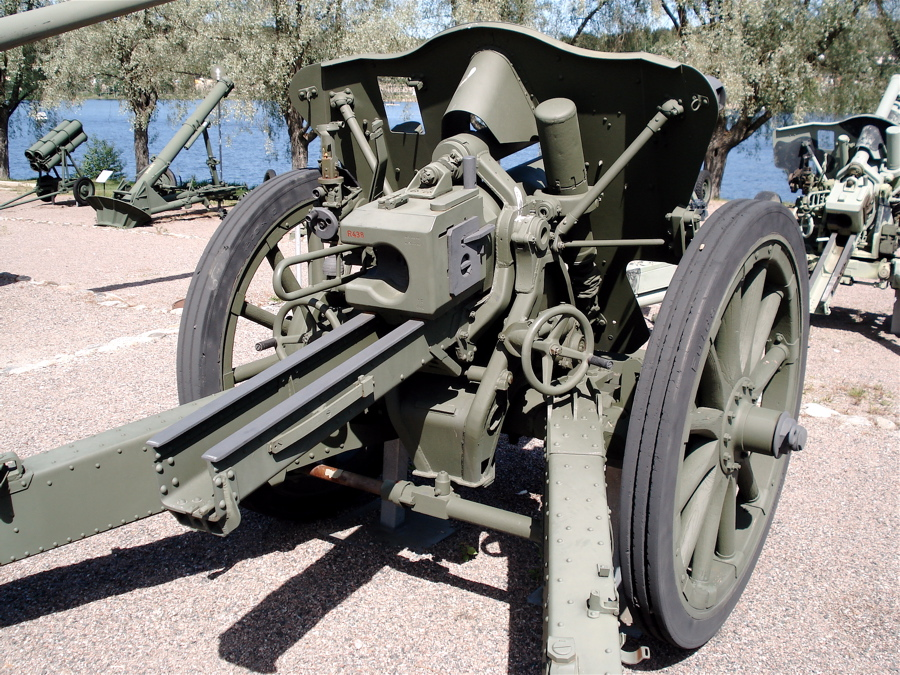
10.5 cm leFH 18(M)